# Cidade-mesquita histórica de Bagerhat
A Cidade-mesquita Histórica de Bagerhat é um sítio localizado no subúrbio da cidade de Bagerhat, Distrito de Khulna, no sudoeste de Bangladexe. O conjunto arquitetônico inclui 360 mesquitas islâmicas, mausoléu, edifícios públicos, ruas, pontes, tanques de água para abastecimento e dezenas de outras edificações atestando uma habilidade técnica considerável. Foram erguidos em poucos anos ao longo da metade do século XV por Cã Jeã. General otomano, com o nome de Califatabade às margens do Rio Bhairabe e vem a ser um dos principais exemplos arquitetônicos da Idade Média da cultura muçulmana na região denominada antigamente de Bengália (atual Bangladexe). Com uma área de 50 km²,  e com vários monumentos deteriorados, principalmente pelo avanço da vegetação, o sítio pode ser dividido em 2 locais: a oeste a área que compreende o entorno da Mesquita de Shait-Gumbad e a leste o entorno do Mausoléu do general Cã Jeã..
Em 1985 o Comitê do Patrimônio Mundial em sua nona sessão foi declarado Patrimônio Mundial pela UNESCO.